# 栎叶杜鹃
栎叶杜鹃（学名：Rhododendron phaeochrysum），为杜鹃花科杜鹃花属下的一个变种。

## 扩展阅读
維基物種上的相關：栎叶杜鹃